# Sofía Ramondegui
Sofía Ramondegui Correa (nacida el 26 de marzo de 2001) es una futbolista uruguaya que juega como defensa en Nacional y en la selección femenina de fútbol de Uruguay.

## Biografía
Ramóndegui nació en Nueva Palmira. Jugó fútbol juvenil en Club Sauce y Palmirense. Ya en Montevideo, jugó en Peñarol antes de ser fichada por Nacional.

## Carrera internacional
El 15 de junio de 2021, Ramondegui ganó su primer partido internacional con Uruguay en un encuentro amistoso por 3-0 sobre Puerto Rico en el Estadio Luis Franzini.